# شيلوة سفلي
شيلوة سفلي (بالإنجليزية: Shilveh-ye Sofla)‏ هي منطقة سكنية تقع في قسم اجارود الشرقي الريفي في إيران. يقدر عدد سكانها بـ 117 نسمة .